# Тодор Дилов
Тодор Борисов Дилов (Пипо) е български архитект.

## Биография
Роден е на 4 май 1926 година в София. Завършва висшето си образование през 1951 г. в Държавната политехника в София.
След дипломирането си е разпределен за работа в „Здравпроект“, където стажува като проектант една година и след редовната военна служба започва архитектурната си практика с преустройство и обзавеждане на търговски обекти в „Софстрой“ и „Ремонтпроект“. През 1956 г. преминава в „Софпроект“ и участва в пространственото и парково оформяне на първите жилищни комплекси на София, детски градини, болници, спортни зони и други обекти на общественото градско пространство и дизайн.
През 1959 година, в периода на преустройството на малки градове в окръжни центрове, арх. Дилов е изпратен в Михайловград (сега Монтана), където с младите си колеги създават колектив. След спечелване на конкурс за центъра на града, за 2 – 3 години те го преобразяват с изградените по техни проекти обществени и жилищни сгради, показвайки нов стил в градоустройството.
След Михайловград се завръща в София. Постъпва в „Главпроект“ и работи в областта на градоустройството към група за обекти в Сирия чрез „Техноекспорт“ за градовете Латакия, Джабле, Тартус и др. Сътрудник е и на института „Водоканалпроект“ по изготвяне на оферти за Ирак и за пречиствателни станции в страната – Камчия, Бистрица, МОК „Медет“ и др. Проектира жилищна ведомствена група за института.
От 1962 г. е главен архитект на отдел „Художествено архитектурно оформяне на София“ към ДАГ и по късно съветник на главния архитект на София до пенсионирането си. Успоредно със задълженията си в ДАГ участва в много конкурси в страната и в чужбина, някои от които са реализирани.
Секретар е на Софийското градско дружество при Съюза на архитектите в България (САБ) и е член в държавни комисии нъм САБ и СБХ по интериор и дизайн.
От 1995 г. е хоноруван преподавател в УАСГ – катедра „Интериор и дизайн“. Ръководи „ателие 77“ към „Архпроект“ и с колектива си проектира архитектурни и градоустройствени задачи в София (ж.к. Младост, ж.к. Люлин), Добрич и др.
През последните години работи по обекти в планинските курортни центрове – Банско, Рибарица, Самоков и др.
Сред реализираните до днес обекти са:
- жилищна група в ж.к. „Младост“ за млади семейства
- обекти в районите „Сердика“, „Средец“, „Триадица“
- жилищна група „Балкан“ на МВнР на 4-ти километър
- жилищна група на МНО в Лозенец
- жилищна група „Троя“, Люлин
- жилищни високи сгради ГДИС в Люлин
- жилищен комплекс „Септемврийци“ и ГУМ в Михайловград
- хотелски комплекси „Кукуряк“ и „Кокиче“ в Банско
- Проектирал и оформял панаири и изложби в София, Вършава, Москва, Брюксел, Будапеща
- Участие в конкурс „Сан Себастиан“, Фосоли (Италия)

За своята архитектурната творческа дейност арх. Дилов е носител на редица награди и грамоти:
- Наградата на София през 1982 г.
- Лауреат от световно биенале по архитектура (1981 г.) с награда за нови идеи в архитектурата – „Мачу Пикчу“
- Носител е на ордена „Кирил и Методий“
- Почетен знак на София по повод „100 години столица“
- На националния преглед на българската архитектура е удостоен с наградата „Златен капител“ от САБ за цялостно творчество

През 2011 г. е организирана юбилейна творческа изложба с издаден албум, отразяващ архитектурната му дейност между 2 века и книгата „За моята улица, род и още нещо...“.
От 2012 г. арх. Дилов се включва в кандидатурата на София за европейска културна столица през 2019 година.
През 2015 г., по случай 90-годишнината му разпространява ограничен тираж на автобиографичната книга „Късмет“.
Починал на 14 юни 2017 г. в София.
- София – кандидат за европейска културна столица 2019
- хотел „Кукуряк“, Банско
- Хотели в Банско 1
- Вход на София (7-и километър), арх. Дилов
- Златен капител от САБ
- Жилищни блокове, София, 4-ти километър
- Жилищни сгради в жк. „Люлин“
- Лозенец, МНО
- Участие в някои конкурси
- Макет на курортно селище в Рибарица
- Изложба на Дилов по случай 85-годишнината му
- Награда на София и от биенале в Мексико (1981) за концепцията за пунктови жилищни сгради